# Hysterocrates greshoffi
Hysterocrates greshoffi é uma espécie de aranha pertencente à família Theraphosidae (tarântulas).